# .vn
.vn e интернет домейн от първо ниво за Виетнам. Администрира се от виетнамски интернет мрежови информационен център. Представен е през 1994 г.

## Домейни от второ ниво
- com.vn
- biz.vn
- edu.vn
- gov.vn
- net.vn
- org.vn
- int.vn
- ac.vn
- pro.vn
- info.vn
- health.vn
- name.vn